# Manchester United Women Football Club 2022-2023
Questa voce raccoglie le informazioni riguardanti il Manchester United Women Football Club nelle competizioni ufficiali della stagione 2022-2023.

## Stagione

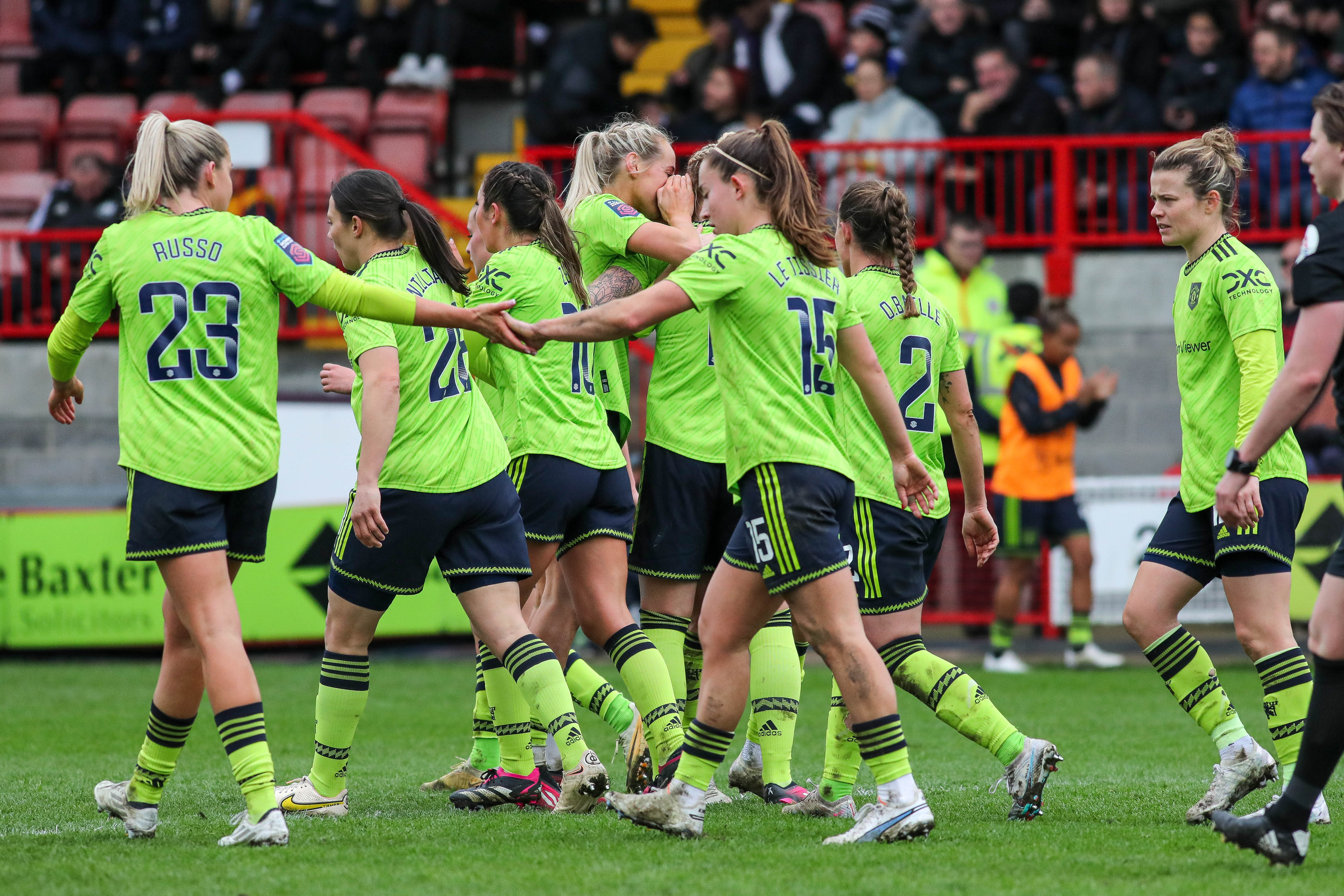
Le calciatrici del Manchester United festeggiano dopo una rete contro il Brighton in campionato.

Il campionato di Women's Super League, il quarto consecutivo del Manchester United in massima serie, è stato concluso al secondo posto con 56 punti conquistati in 22 giornate, frutto di 18 vittorie, 2 pareggi e 2 sconfitte, guadagnando l'accesso alla fase di qualificazione della UEFA Women's Champions League 2023-2024, prima volta nella storia del club. Il 3 dicembre 2022 venne disputata una terza partita ufficiale all'Old Trafford, vinta per 5-0 sull'Aston Villa e valevole per la nona giornata di campionato, davanti a un pubblico di 30 196 spettatori, nuovo record di presenze per una partita casalinga, superando il record dell'annata precedente. Una settimana dopo il derby di Manchester, valevole per la decima giornata di campionato, venne disputato al City of Manchester Stadium davanti a un pubblico di 44 259 spettatori. Anche la partita contro il West Ham del 25 marzo 2023, valida per la sedicesima giornata di campionato, venne disputata all'Old Trafford in occasione del The FA's Women's Football Weekend initiative, davanti a un pubblico di 27 919 spettatori.
In FA Women's Cup la squadra, che era partita dal quarto turno, è arrivata in finale, la prima nella storia del club. In finale è stato sconfitto dal Chelsea grazie a una rete di Samantha Kerr, davanti a un pubblico record, per la coppa, di 77 390 spettatori allo stadio di Wembley. In FA Women's League Cup la squadra non ha superato la fase a gruppi, nonostante avesse concluso il gruppo A come seconda classificata; infatti, non è risultata la migliore tra le seconde.

## Maglie e sponsor
Le tenute di gioco solo le stesse adottate dal Manchester Utd maschile.
| Casa | Trasferta | Terza divisa |

## Rosa
| N. |                        | Ruolo | Calciatrice            |
| -- | ---------------------- | ----- | ---------------------- |
| 2  | Spagna (bandiera)      | D     | Ona Batlle             |
| 3  | Norvegia (bandiera)    | D     | Maria Thorisdottir     |
| 4  | Inghilterra (bandiera) | D     | Jade Moore             |
| 5  | Inghilterra (bandiera) | D     | Aoife Mannion          |
| 6  | Inghilterra (bandiera) | D     | Hannah Blundell        |
| 7  | Inghilterra (bandiera) | A     | Ella Toone             |
| 8  | Norvegia (bandiera)    | C     | Vilde Bøe Risa         |
| 9  | Scozia (bandiera)      | A     | Martha Thomas          |
| 10 | Inghilterra (bandiera) | C     | Katie Zelem (capitano) |
| 11 | Inghilterra (bandiera) | A     | Leah Galton            |
| 12 | Galles (bandiera)      | C     | Hayley Ladd            |
| 14 | Canada (bandiera)      | D     | Jayde Riviere          |
| 15 | Inghilterra (bandiera) | D     | Maya Le Tissier        |
| 16 | Norvegia (bandiera)    | C     | Lisa Naalsund          |

| N. |                        | Ruolo | Calciatrice       |
| -- | ---------------------- | ----- | ----------------- |
| 17 | Spagna (bandiera)      | A     | Lucía García      |
| 19 | Canada (bandiera)      | A     | Adriana Leon      |
| 20 | Francia (bandiera)     | D     | Aïssatou Tounkara |
| 21 | Inghilterra (bandiera) | D     | Millie Turner     |
| 22 | Inghilterra (bandiera) | A     | Nikita Parris     |
| 23 | Inghilterra (bandiera) | A     | Alessia Russo     |
| 26 | Inghilterra (bandiera) | D     | Grace Clinton     |
| 27 | Inghilterra (bandiera) | P     | Mary Earps        |
| 28 | Inghilterra (bandiera) | A     | Rachel Williams   |
| 29 | Francia (bandiera)     | C     | Estelle Cascarino |
| 32 | Inghilterra (bandiera) | P     | Sophie Baggaley   |
| 37 | Inghilterra (bandiera) | D     | Lucy Staniforth   |
| 41 | Inghilterra (bandiera) | A     | Alyssa Aherne     |
| 46 | Inghilterra (bandiera) | A     | Keira Barry       |

## Calciomercato

### Sessione estiva
| Acquisti | Acquisti          | Acquisti         | Acquisti      |
| R.       | Nome              | da               | Modalità      |
| -------- | ----------------- | ---------------- | ------------- |
| P        | Fran Bentley      | Bristol City     | fine prestito |
| P        | Emily Ramsey      | Birmingham City  | fine prestito |
| D        | Tara Bourne       | Blackburn Rovers | fine prestito |
| D        | Maya Le Tissier   | Brighton & Hove  | [ 9 ]         |
| D        | Aïssatou Tounkara | Atlético Madrid  | [ 10 ]        |
| C        | Grace Clinton     | Everton          | [ 11 ]        |
| A        | Lucía García      | Athletic Bilbao  | [ 12 ]        |
| A        | Adriana Leon      | West Ham         | [ 13 ]        |
| A        | Nikita Parris     | Arsenal          | [ 14 ]        |
| A        | Rachel Williams   | Tottenham        | [ 15 ]        |

| Cessioni | Cessioni       | Cessioni            | Cessioni      |
| R.       | Nome           | a                   | Modalità      |
| -------- | -------------- | ------------------- | ------------- |
| P        | Fran Bentley   | Bristol City        | [ 16 ]        |
| P        | Emily Ramsey   | Everton             | prestito      |
| D        | Tara Bourne    | Birmingham City     | prestito      |
| D        | Diane Caldwell | Reading             | [ 19 ]        |
| D        | Martha Harris  | Birmingham City     | [ 20 ]        |
| D        | Kirsty Smith   | West Ham            | [ 21 ]        |
| C        | Jackie Groenen | Paris Saint-Germain | [ 22 ]        |
| C        | Carrie Jones   | Leicester City      | prestito      |
| A        | Signe Bruun    | Olympique Lione     | fine prestito |
| A        | Ivana Fuso     | Bayer Leverkusen    | 'prestito     |
| A        | Kirsty Hanson  | Aston Villa         | prestito      |
| A        | Karna Solskjær | AaFK Fortuna        | [ 26 ]        |

### Sessione invernale
| Acquisti | Acquisti          | Acquisti            | Acquisti |
| R.       | Nome              | da                  | Modalità |
| -------- | ----------------- | ------------------- | -------- |
| D        | Jayde Riviere     | Michigan Wolverines | [ 27 ]   |
| C        | Estelle Cascarino | Paris Saint-Germain | prestito |
| C        | Lisa Naalsund     | Brann               | [ 29 ]   |

| Cessioni | Cessioni        | Cessioni        | Cessioni |
| R.       | Nome            | a               | Modalità |
| -------- | --------------- | --------------- | -------- |
| D        | Jade Moore      | Reading         | prestito |
| D        | Lucy Staniforth | Aston Villa     | [ 31 ]   |
| C        | Grace Clinton   | Bristol City    | prestito |
| A        | Adriana Leon    | Portland Thorns | prestito |

## Risultati

### Women's Super League

#### Girone di andata
| Arbitro: | Fearn |

|             |           |                               |
| England 75’ | Marcatori | 67’ Galton 76’ (aut.) Bartrip |

| Arbitro: | Byrne |

|                                               |           |  |
| Le Tissier 4’, 25’ Zelem 14’ (rig.) Russo 35’ | Marcatori |  |

| Arbitro: | Heaslip |

|  |           |                         |
|  | Marcatori | 55’ Blundell 50’ García |

| Arbitro: | Heaslip |

|                                    |           |  |
| Toone 14’, 26’ Galton 40’ Leon 78’ | Marcatori |  |

| Arbitro: | Hair |

|  |           |            |
|  | Marcatori | 34’ Parris |

| Arbitro: | Herczeg |

|  |           |                                |
|  | Marcatori | 13’ Parris 55’ Galton 68’ Ladd |

| Arbitro: | Foster |

|           |           |                                   |
| Russo 71’ | Marcatori | 60’ Kerr 64’ James 90+2’ Cuthbert |

| Arbitro: | Dowle |

|                            |           |                                  |
| Maanum 46’ Wienroither 73’ | Marcatori | 39’ Toone 85’ Turner 90+1’ Russo |

| Arbitro: | Saunders |

|                                                          |           |  |
| Zelem 13’ Galton 28’ Russo 51’ Batlle 76’ Williams 90+3’ | Marcatori |  |

| Arbitro: | Byrne |

|            |           |            |
| Coombs 58’ | Marcatori | 27’ Galton |

| Arbitro: | Dowle |

|                                                                          |           |  |
| García 6’ Russo 24’ Ladd 41’ Koivisto 63’ (aut.) Thomas 72’ Williams 84’ | Marcatori |  |

#### Girone di ritorno
| Arbitro: | Watkins |

|  |           |              |
|  | Marcatori | 87’ Williams |

| Leigh 5 febbraio 2023, ore 12:00 UTC+0 13ª giornata | Manchester United | 0 – 0 referto | Everton | Leigh Sports Village\| Arbitro: \| Heaslip \| |
| Arbitro:                                            | Heaslip           |               |         |                                               |

| Arbitro: | Burgin |

|                                           |           |             |
| Russo 15’, 36’, 53’ Galton 64’ García 84’ | Marcatori | 48’ Siemsen |

| Arbitro: | Foster |

|          |           |  |
| Kerr 23’ | Marcatori |  |

| Arbitro: | Heaslip |

|                                             |           |  |
| Zelem 52’ (rig.) García 65’, 90+1’ Ladd 84’ | Marcatori |  |

| Arbitro: | Fullicks |

|  |           |                                         |
|  | Marcatori | 12’, 66’ Galton 86’ Williams 87’ García |

| Arbitro: | Byrne |

|             |           |  |
| Russo 45+6’ | Marcatori |  |

| Arbitro: | Benn |

|              |           |                                       |
| Daly 9’, 37’ | Marcatori | 15’ Galton 62’ Parris 90+4’ M. Turner |

| Arbitro: | Dowle |

|                                 |           |  |
| Galton 32’ Russo 35’ Parris 53’ | Marcatori |  |

| Arbitro: | Welch |

|                      |           |               |
| Ladd 2’ García 90+1’ | Marcatori | 68’ Angeldahl |

| Arbitro: | Fullicks |

|  |           |            |
|  | Marcatori | 72’ García |

### FA Women's Cup
| Arbitro: | Simms |

|            |           |                 |
| Holmes 67’ | Marcatori | 39’, 69’ Parris |

| Arbitro: | Burgin |

|                                                           |           |  |
| Bøe Risa 42’ Galton 53’ Blundell 67’ Russo 78’ Parris 88’ | Marcatori |  |

| Arbitro: | Fullicks |

|           |           |                                  |
| Kraft 73’ | Marcatori | 8’ Russo 68’ Bøe Risa 89’ Parris |

| Arbitro: | Dowle |

|                                   |           |                             |
| Galton 46’ Russo 71’ Williams 89’ | Marcatori | 36’ (aut.) Earps 75’ Carter |

| Arbitro: | Heaslip |

|  |           |          |
|  | Marcatori | 68’ Kerr |

### FA Women's League Cup

#### Fase a gruppi
| Arbitro: | Burgin |

|                                                  |                      |                                                      |
| Daly 72’                                         | Marcatori            | 16’ Parris                                           |
| Lehmann Corsie Daly Dali Mayling Harding Pacheco | Tiri di rigore 4 – 3 | Zelem Ladd Bøe Risa Le Tissier Toone Blundell Batlle |

| Arbitro: | Parsons |

|                           |                      |                                  |
| Clarke 45+1’ Robson 90+5’ | Marcatori            | 22’ Moore 66’ Bøe Risa           |
| Hepple Hardy Galloway     | Tiri di rigore 3 – 1 | Zelem Turner Bøe Risa Le Tissier |

| Leigh 7 dicembre 2022, ore 19:00 UTC+0 Gruppo A - 4ª giornata                                         | Manchester United | 4 – 2 referto               | Everton | Leigh Sports Village |
| \| \| \| \| \| Bøe Risa 1’, 20’ Williams 12’ Moore 27’ \| Marcatori \| 25’ Park 90+2’ K. Holmgaard \| |                   |                             |         |                      |
| |                   |                             |         |                      |
| Bøe Risa 1’, 20’ Williams 12’ Moore 27’                                                               | Marcatori         | 25’ Park 90+2’ K. Holmgaard |         |                      |

| Leigh 18 dicembre 2022, ore 12:00 UTC+0 Gruppo A - 5ª giornata               | Manchester United | 4 – 0 referto | Sheffield Utd | Leigh Sports Village |
| \| \| \| \| \| Leon 12’, 44’ Wilson 51’ (aut.) Thomas 63’ \| Marcatori \| \| |                   |               |               |                      |
|                                                                              |                   |               |               |                      |
| Leon 12’, 44’ Wilson 51’ (aut.) Thomas 63’                                   | Marcatori         |               |               |                      |

## Statistiche

### Statistiche di squadra
| Competizione          | Punti | In casa | In casa | In casa | In casa | In casa | In casa | In trasferta | In trasferta | In trasferta | In trasferta | In trasferta | In trasferta | Totale | Totale | Totale | Totale | Totale | Totale | DR  |
| Competizione          | Punti | G       | V       | N       | P       | Gf      | Gs      | G            | V            | N            | P            | Gf           | Gs           | G      | V      | N      | P      | Gf     | Gs     | DR  |
| --------------------- | ----- | ------- | ------- | ------- | ------- | ------- | ------- | ------------ | ------------ | ------------ | ------------ | ------------ | ------------ | ------ | ------ | ------ | ------ | ------ | ------ | --- |
| Women's Super League  | 56    | 11      | 9       | 1       | 1       | 35      | 5       | 11           | 9            | 1            | 1            | 21           | 7            | 22     | 18     | 2      | 2      | 56     | 12     | +44 |
| FA Women's Cup        | -     | 2       | 2       | 0       | 0       | 8       | 2       | 2            | 2            | 0            | 0            | 5            | 2            | 5      | 4      | 0      | 1      | 13     | 5      | +8  |
| FA Women's League Cup | -     | 2       | 0       | 2       | 0       | 3       | 3       | 2            | 2            | 0            | 0            | 8            | 2            | 4      | 2      | 2      | 0      | 11     | 5      | +6  |
| Totale                | -     | 15      | 11      | 3       | 1       | 46      | 10      | 15           | 13           | 1            | 1            | 34           | 11           | 31     | 24     | 4      | 3      | 80     | 22     | +58 |

### Andamento in campionato
| Giornata  | 1 | 2 | 3 | 4 | 5 | 6 | 7 | 8 | 9 | 10 | 11 | 12 | 13 | 14 | 15 | 16 | 17 | 18 | 19 | 20 | 21 | 22 |
| --------- | - | - | - | - | - | - | - | - | - | -- | -- | -- | -- | -- | -- | -- | -- | -- | -- | -- | -- | -- |
| Luogo     | T | C | T | C | T | T | C | T | C | T  | C  | T  | C  | C  | T  | C  | T  | C  | T  | C  | C  | T  |
| Risultato | V | V | V | V | V | V | P | V | V | N  | V  | V  | N  | V  | P  | V  | V  | V  | V  | V  | V  | V  |
| Posizione | 1 | 2 | 2 | 1 | 2 | 1 | 3 | 2 | 2 | 3  | 2  | 1  | 1  | 2  | 1  | 1  | 1  | 1  | 1  | 1  | 2  | 2  |

Legenda:

Luogo: C = Casa; T = Trasferta. Risultato: V = Vittoria; N = Pareggio; P = Sconfitta.

### Statistiche delle giocatrici
| Giocatore       | FA Women's Super League | FA Women's Super League | FA Women's Super League | FA Women's Super League | FA Women's Cup | FA Women's Cup | FA Women's Cup | FA Women's Cup | FA Women's League Cup | FA Women's League Cup | FA Women's League Cup | FA Women's League Cup | Totale   | Totale | Totale      | Totale     |
| Giocatore       | Presenze                | Reti                    | Ammonizioni             | Espulsioni              | Presenze       | Reti           | Ammonizioni    | Espulsioni     | Presenze              | Reti                  | Ammonizioni           | Espulsioni            | Presenze | Reti   | Ammonizioni | Espulsioni |
| --------------- | ----------------------- | ----------------------- | ----------------------- | ----------------------- | -------------- | -------------- | -------------- | -------------- | --------------------- | --------------------- | --------------------- | --------------------- | -------- | ------ | ----------- | ---------- |
| A. Aherne       | -                       | -                       | -                       | -                       | -              | -              | -              | -              | 1                     | 0                     | 1                     | 0                     | 1        | 0      | 1           | 0          |
| S. Baggaley     | 0                       | 0                       | 0                       | 0                       | 0              | 0              | 0              | 0              | 4                     | -5                    | 0                     | 0                     | 4        | -5     | 0           | 0          |
| K. Barry        | -                       | -                       | -                       | -                       | -              | -              | -              | -              | 1                     | 0                     | 0                     | 0                     | 1        | 0      | 0           | 0          |
| O. Batlle       | 19                      | 1                       | 1                       | 0                       | 5              | 0              | 0              | 0              | 3                     | 0                     | 0                     | 0                     | 27       | 1      | 1           | 0          |
| H. Blundell     | 22                      | 1                       | 3                       | 0                       | 4              | 1              | 0              | 0              | 3                     | 0                     | 0                     | 0                     | 29       | 2      | 3           | 0          |
| V. Bøe Risa     | 12                      | 0                       | 1                       | 0                       | 3              | 2              | 0              | 0              | 4                     | 3                     | 0                     | 0                     | 19       | 5      | 1           | 0          |
| E. Cascarino    | 1                       | 0                       | 0                       | 0                       | 1              | 0              | 0              | 0              | -                     | -                     | -                     | -                     | 2        | 0      | 0           | 0          |
| G. Clinton      | 0                       | 0                       | 0                       | 0                       | -              | -              | -              | -              | -                     | -                     | -                     | -                     | 0        | 0      | 0           | 0          |
| M. Earps        | 22                      | -12                     | 0                       | 0                       | 5              | -5             | 0              | 0              | 0                     | 0                     | 0                     | 0                     | 27       | -17    | 0           | 0          |
| L. Galton       | 20                      | 10                      | 0                       | 0                       | 3              | 2              | 0              | 0              | 1                     | 0                     | 0                     | 0                     | 24       | 12     | 0           | 0          |
| L. García       | 20                      | 8                       | 1                       | 0                       | 5              | 0              | 0              | 0              | 3                     | 0                     | 0                     | 0                     | 28       | 8      | 1           | 0          |
| H. Ladd         | 21                      | 4                       | 2                       | 0                       | 4              | 0              | 1              | 0              | 2                     | 0                     | 0                     | 0                     | 27       | 4      | 3           | 0          |
| M. Le Tissier   | 22                      | 2                       | 0                       | 0                       | 5              | 0              | 2              | 0              | 4                     | 0                     | 1                     | 0                     | 31       | 2      | 3           | 0          |
| A. Leon         | 5                       | 1                       | 0                       | 0                       | 1              | 0              | 0              | 0              | 3                     | 2                     | 0                     | 0                     | 9        | 3      | 0           | 0          |
| A. Mannion      | 5                       | 0                       | 0                       | 0                       | 4              | 0              | 0              | 0              | 0                     | 0                     | 0                     | 0                     | 9        | 0      | 0           | 0          |
| J. Moore        | 3                       | 0                       | 0                       | 0                       | -              | -              | -              | -              | 3                     | 2                     | 0                     | 0                     | 6        | 2      | 0           | 0          |
| L. Naalsund     | 1                       | 0                       | 0                       | 0                       | 1              | 0              | 0              | 0              | -                     | -                     | -                     | -                     | 2        | 0      | 0           | 0          |
| N. Parris       | 21                      | 4                       | 1                       | 0                       | 4              | 4              | 0              | 0              | 2                     | 1                     | 0                     | 0                     | 27       | 9      | 1           | 0          |
| J. Riviere      | 1                       | 0                       | 0                       | 0                       | 0              | 0              | 0              | 0              | -                     | -                     | -                     | -                     | 1        | 0      | 0           | 0          |
| A. Russo        | 20                      | 10                      | 1                       | 0                       | 4              | 3              | 0              | 0              | 0                     | 0                     | 0                     | 0                     | 24       | 13     | 1           | 0          |
| L. Staniforth   | 4                       | 0                       | 0                       | 0                       | -              | -              | -              | -              | 3                     | 0                     | 0                     | 0                     | 7        | 0      | 0           | 0          |
| M. Thomas       | 20                      | 1                       | 0                       | 0                       | 5              | 0              | 0              | 0              | 4                     | 1                     | 0                     | 0                     | 29       | 2      | 0           | 0          |
| M. Thorisdottir | 5                       | 0                       | 0                       | 0                       | 1              | 0              | 0              | 0              | 4                     | 0                     | 0                     | 0                     | 10       | 0      | 0           | 0          |
| E. Toone        | 22                      | 3                       | 2                       | 1                       | 4              | 0              | 1              | 0              | 2                     | 0                     | 0                     | 0                     | 28       | 3      | 3           | 1          |
| A. Tounkara     | 1                       | 0                       | 0                       | 0                       | 0              | 0              | 0              | 0              | 4                     | 0                     | 0                     | 0                     | 5        | 0      | 0           | 0          |
| M. Turner       | 22                      | 2                       | 2                       | 0                       | 5              | 0              | 0              | 0              | 3                     | 0                     | 0                     | 0                     | 30       | 2      | 2           | 0          |
| R. Williams     | 17                      | 4                       | 0                       | 0                       | 5              | 1              | 0              | 0              | 3                     | 1                     | 0                     | 0                     | 25       | 6      | 0           | 0          |
| K. Zelem        | 21                      | 3                       | 6                       | 0                       | 5              | 0              | 0              | 0              | 4                     | 0                     | 0                     | 0                     | 30       | 3      | 6           | 0          |